# Anders Morelius
Anders Morelius (født 20. marts 1940) er en svensk orienteringsløber, der tog guld i stafet og bronze i individuelt ved de første verdensmesterskaber i orientering i 1966.